# Xã Toledo, Quận Chase, Kansas
Xã Toledo (tiếng Anh: Toledo Township) là một xã thuộc quận Chase, tiểu bang Kansas, Hoa Kỳ. Năm 2010, dân số của xã này là 300 người.